# Abdou F. M. Badjie
Abdou F. M. Badjie war gambischer Politiker und Gouverneur der gambischen Western Region (WR).

## Leben
| Parlamentswahl | Stimmen | Stimmanteil |
| -------------- | ------- | ----------- |
| 1997           | 8.045   | 51,22 %     |

Badjie trat bei der Wahl zum Parlament 1997 als Kandidat der Alliance for Patriotic Reorientation and Construction (APRC) im Wahlkreis Kombo Central in der Brikama Administrative Region an. Mit 51,22 % konnte er den Wahlkreis vor Wassa Janneh (UDP) für sich gewinnen.
Nachdem Alhaji Badjie zu den Parlamentswahlen 2002 im Dezember 2001 nicht als Kandidat im Wahlkreis aufgestellt wurde, wurde er im Mai 2002 zum stellvertretenden Gouverneur (damalige Bezeichnung Commissioner) der Western Region (heute als West Coast Region benannt) ernannt. Im Mai 2006 wurde Badjie dann als Gouverneur eingesetzt. Zuvor hatte er dieses Amt schon einmal innegehabt und wurde Mitte Februar 2006 aus dem Amt entlassen. Er wurde zwischenzeitlich als gambischer Botschafter für Taiwan ernannt, wurde dann aber nicht entsandt und stattdessen wieder als Gouverneur der Western Region eingesetzt.
Am 19. Juni 2008 wurde er erneut von seinen Aufgaben entbunden, die Amtsgeschäfte führte vorübergehend seine Assistentin (englisch assistant governor) Sainabou Faal weiter, die seit 2004 im Amt war. Lamin Sanneh wurde sein Nachfolger.

## Auszeichnungen
- 2006: Order of the Republic of The Gambia (MRG)[9]